# Flugplatz Kumlinge

i7
i11
i13
Der Flugplatz Kumlinge (schwedisch Kumlinge flygfält, finnisch Kumlingen lentokenttä, ICAO-Code: EFKG) ist ein Flugplatz in Kumlinge, Åland. Es ist der einzige Flugplatz in den finnischen Schären und hat wie der Flughafen Mariehamn eine Landebahn aus rotem Asphalt. Die Landebahn ist mit einer Landebahnbefeuerung ausgestattet. Auf dem Flugplatz befindet sich auch ein Hubschrauberlandeplatz.

## Bilder

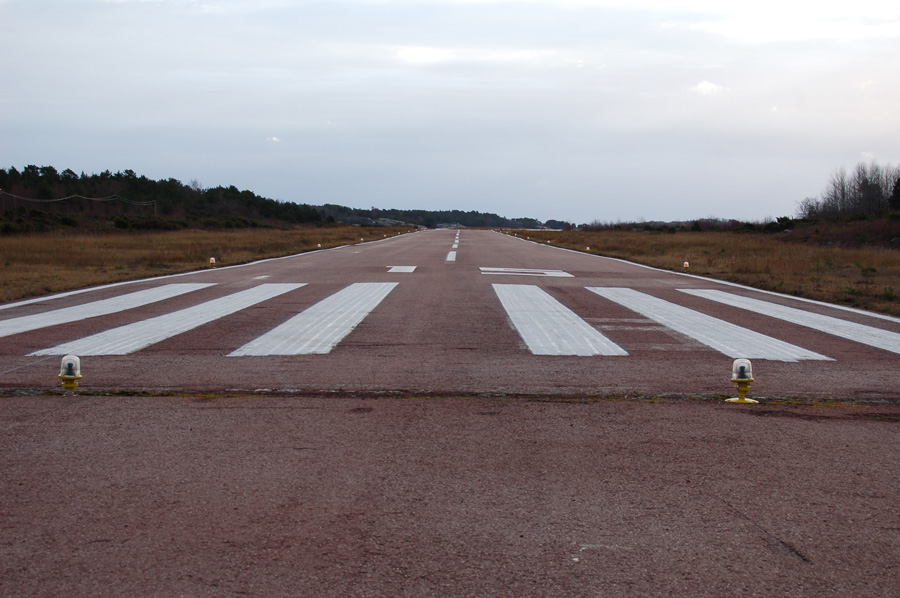
Landebahn des Flugplatz Kumlinge
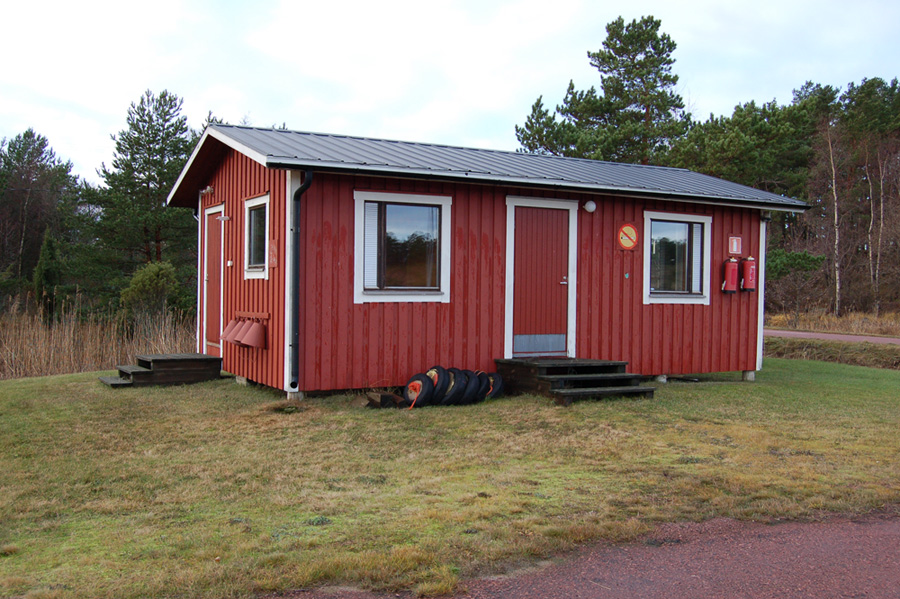
Flugplatzgebäude des Flugplatz Kumlinge im Jahr 2006